# Batrachoseps gabrieli
Batrachoseps gabrieli är en groddjursart som beskrevs av David Burton Wake 1996. Batrachoseps gabrieli ingår i släktet Batrachoseps och familjen lunglösa salamandrar. IUCN kategoriserar arten globalt som otillräckligt studerad. Inga underarter finns listade.